# Am Kosttor
Am Kosttor in München liegt in der Altstadt und bildet einen dreieckigen kleinen Platz, um den eine gleichnamige Straße verläuft.

## Geschichte
Das 1325 errichtete Kosttor, später auch Wurzertor genannt, war ein Stadttor der zweiten Stadtmauer des mittelalterlichen Münchens. Den Namen Kosttor bekam es, weil hier Bedürftige verköstigt wurden. Das Kosttor wurde im März 1872 abgebrochen. An der Fassade des Gebäudes Platzl 5, befindet sich – in Richtung des Brunnens zeigend – eine steinerne Gedenktafel die über den Neuthurm und das Kosttor berichten. Die Tafel wurde dort auf Anordnung Ludwig II. nach dem Abbruch im Sommer 1872 angebracht und später auf das Mitte der 1880er Jahre dort neu errichtete Mietshaus übertragen.

## Lage
„Am Kosttor“ bildet einen dreieckigen kleinen Platz mit Grünanlage, um den eine gleichnamige Straße herum verläuft. „Am Kosttor“ ist mit der Maximilianstraße verbunden, von der gegenüber die Marstallstraße abgeht. Ferner geht davon sowohl die Neuturmstraße als auch der Platzl nach Süden und die Falkenturmstraße nach Westen ab.

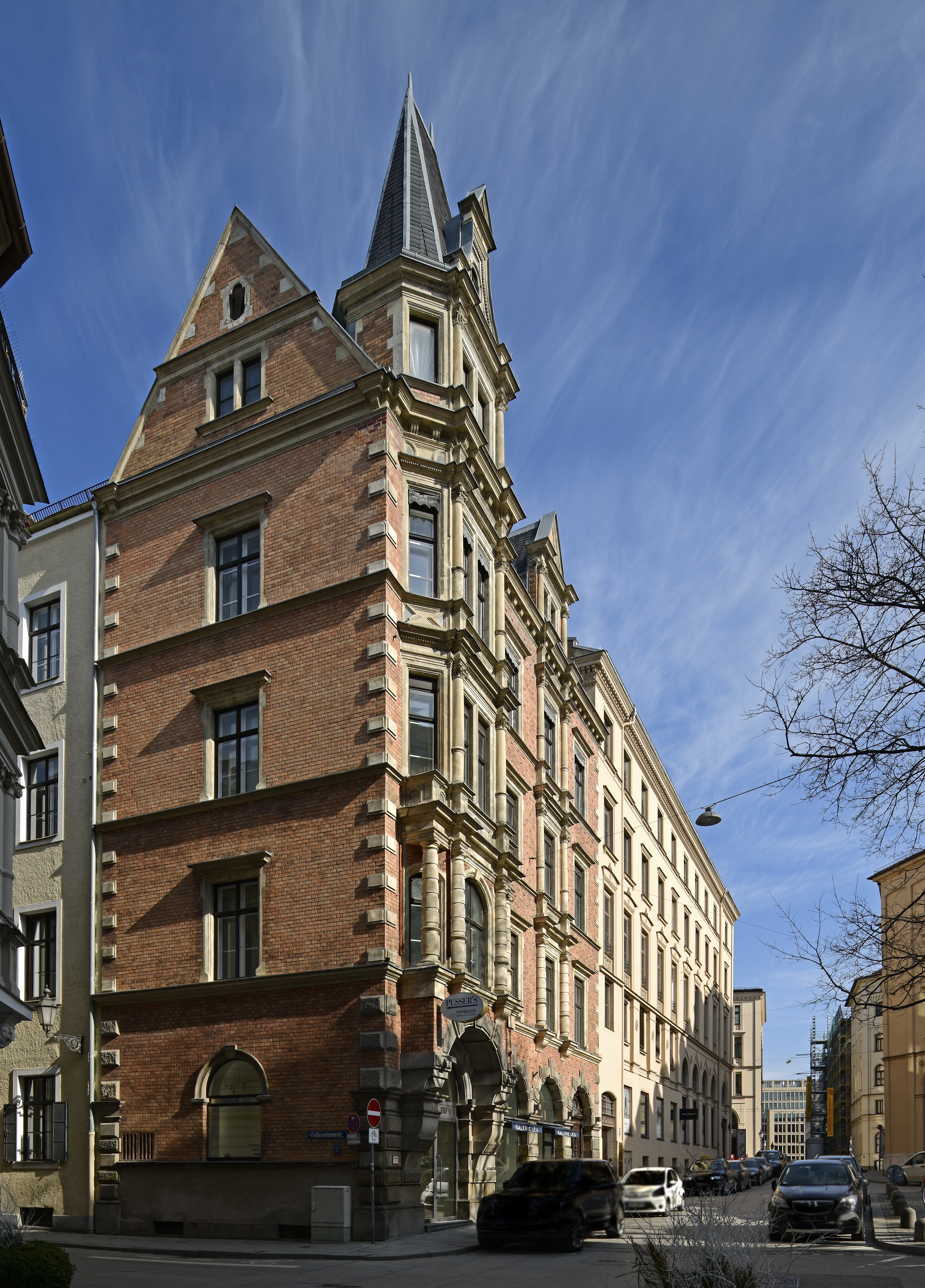
Haylerhaus, Neurenaissance, 1880–1881 von Georg von Hauberrisser; westliche Seite Am Kosttor, Haus Nr. 3, mit abgehender Neuturmstraße
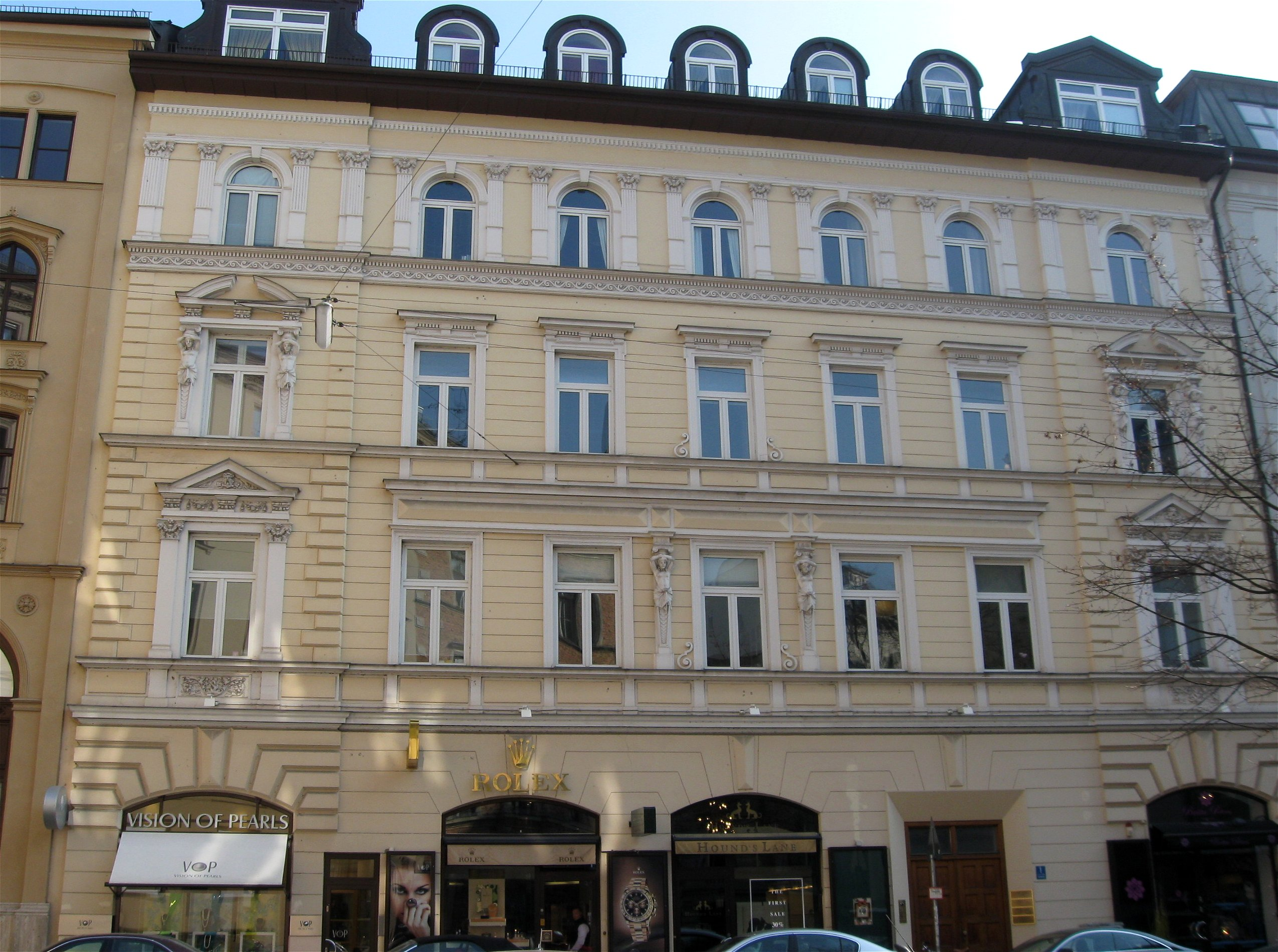
Am Kosttor Nr. 1, Neurenaissance, 1881, von Alois Barbist; südliche Seite Am Kosttor
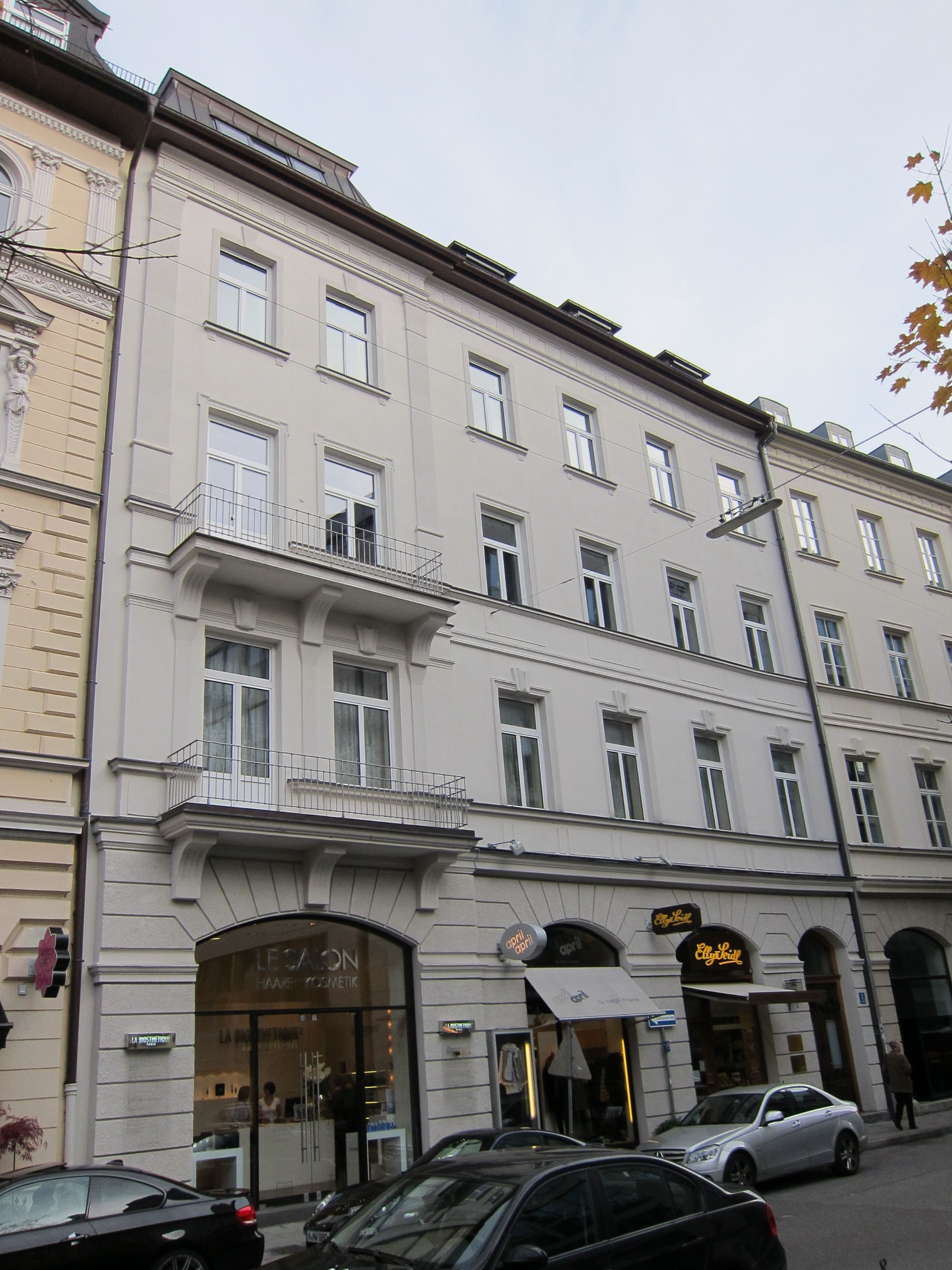
Am Kosttor 2
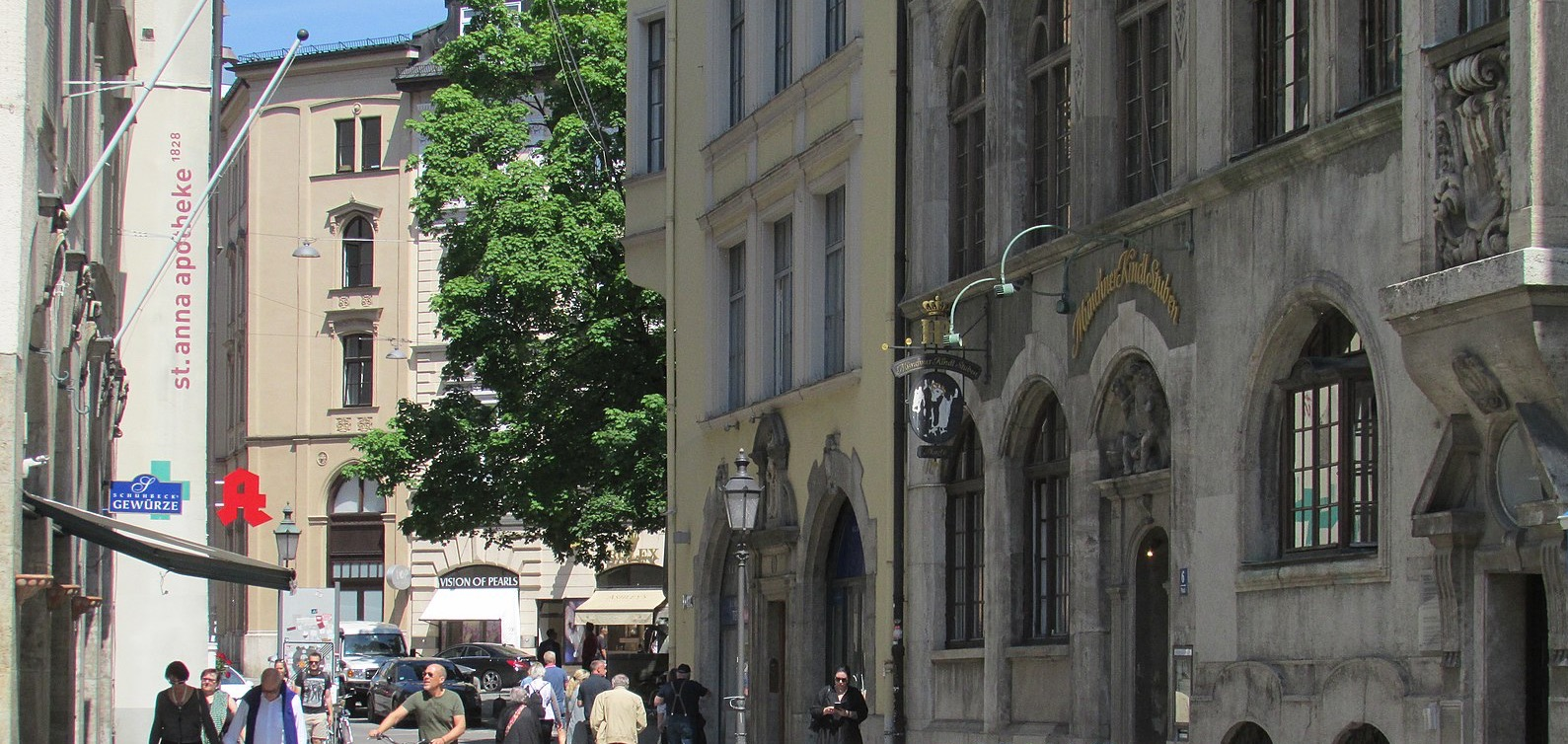
Sicht vom Platzl zu Am Kosttor
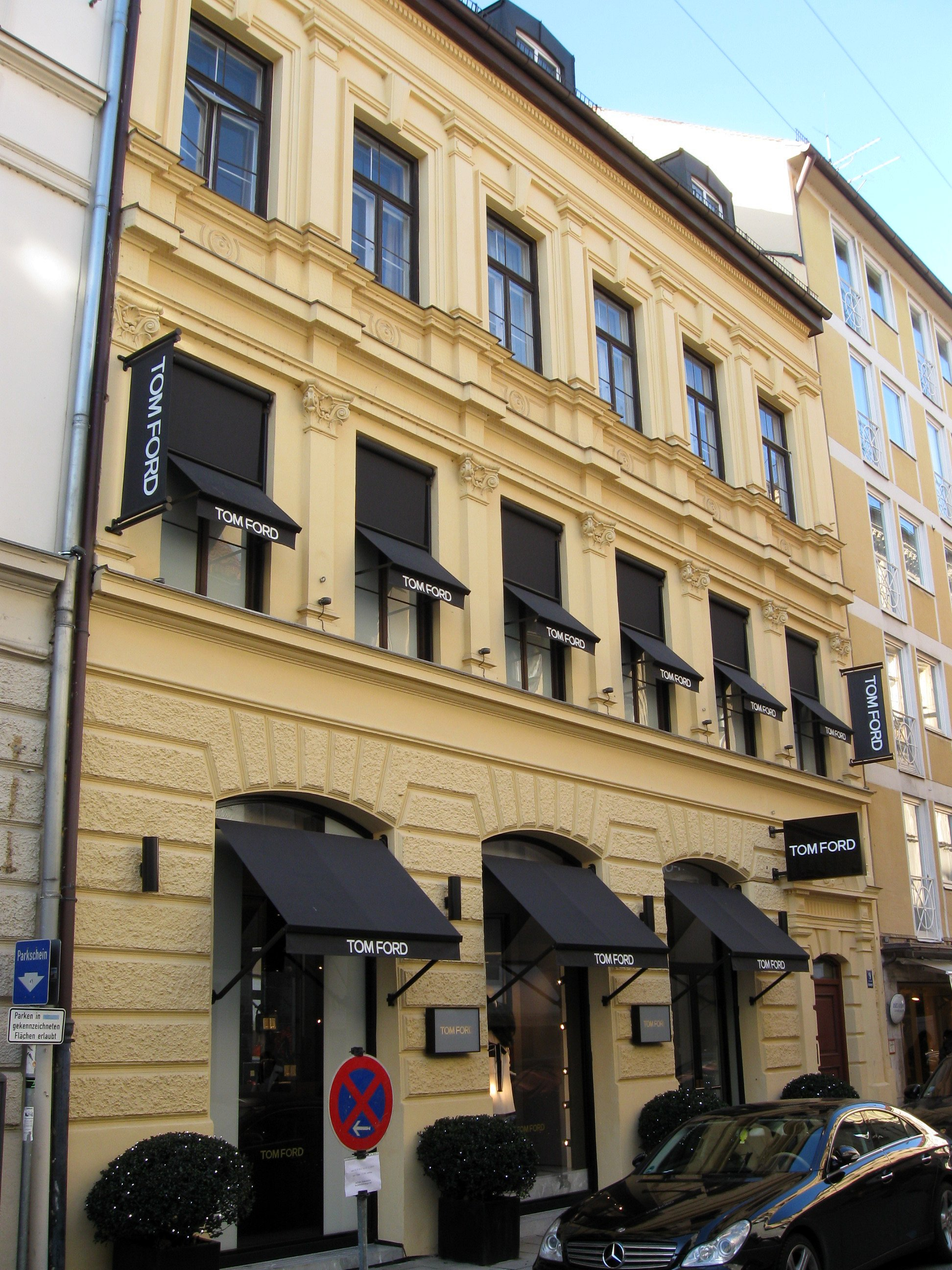
Eckhaus zur Falkenturmstraße
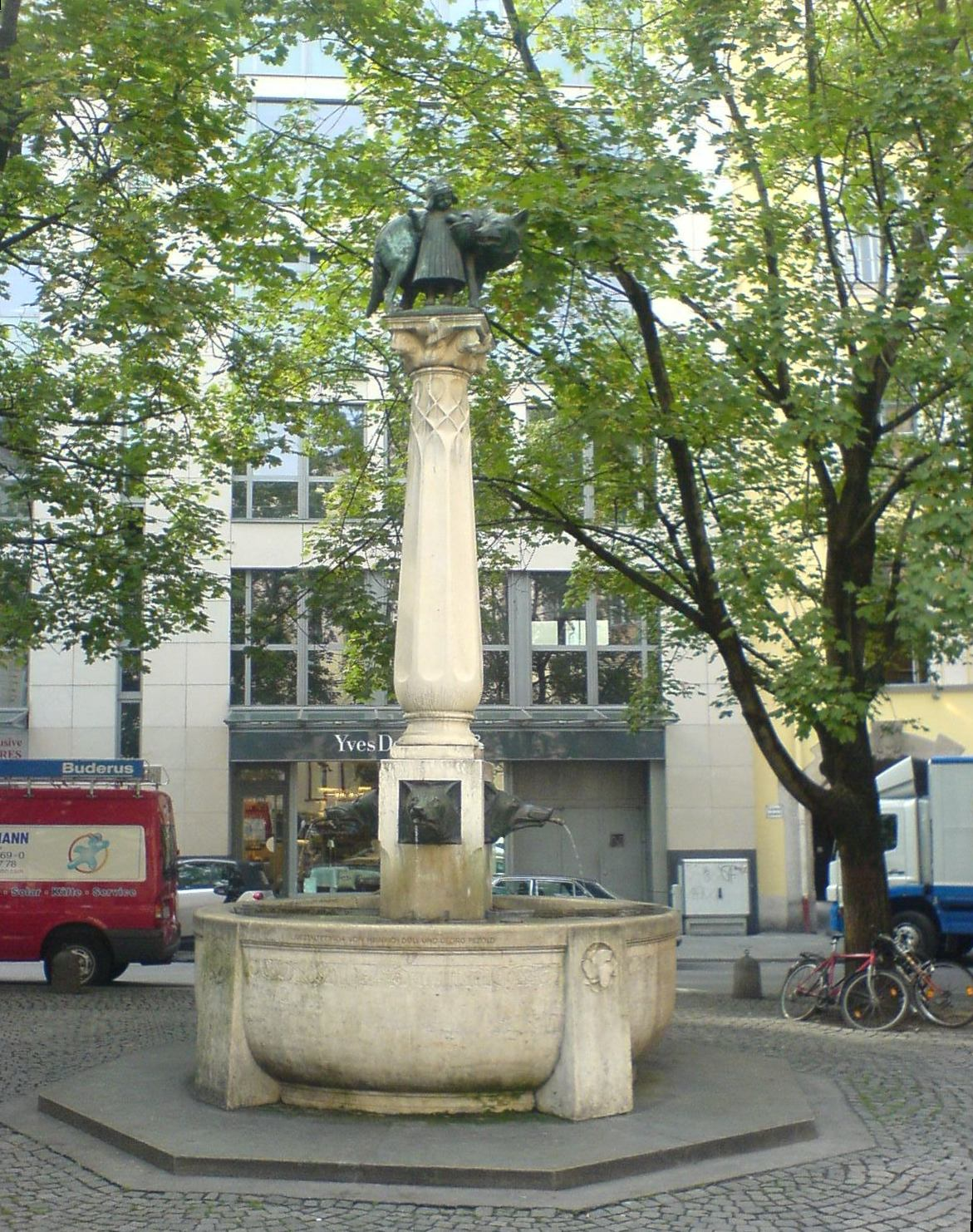
Brunnen: Rotkäppchen mit Wolf, 1904, von Heinrich Düll
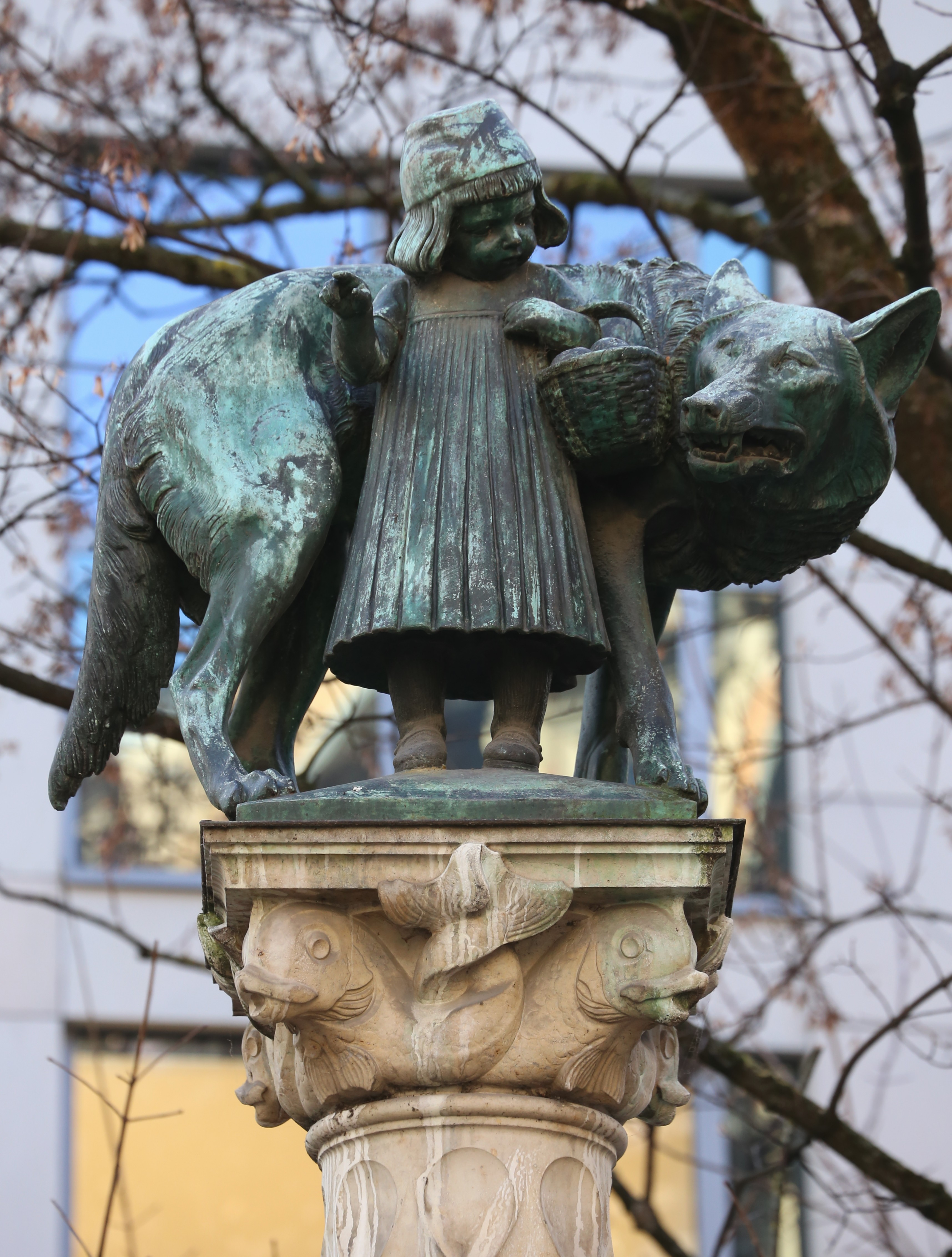
Detailaufnahme des Brunnens
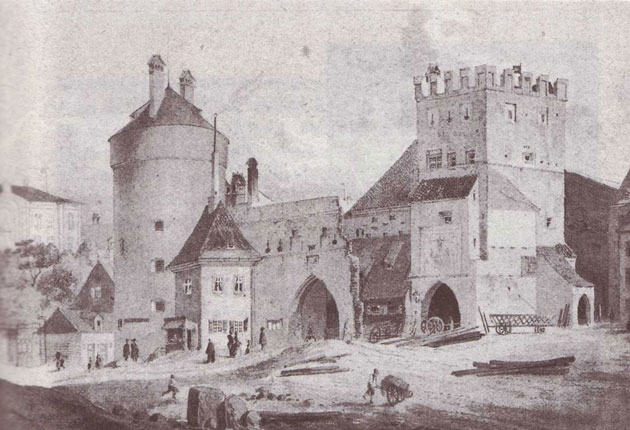
Kosttor mit Neuturm, ca. 1872